# Gare de Clermont-de-l'Oise
Pour les articles homonymes, voir Gare de Clermont.
La gare de Clermont-de-l'Oise est une gare ferroviaire française de la ligne de Paris-Nord à Lille, située à 850 mètres de la place Corroyer par la rue du Général-Pershing, au nord-est de la commune de Clermont, dans le département de l'Oise, en région Hauts-de-France.
Elle est mise en service en 1846, par la Compagnie des chemins de fer du Nord. C'est une gare de la Société nationale des chemins de fer français (SNCF), desservie par des trains TER Hauts-de-France.

## Situation ferroviaire

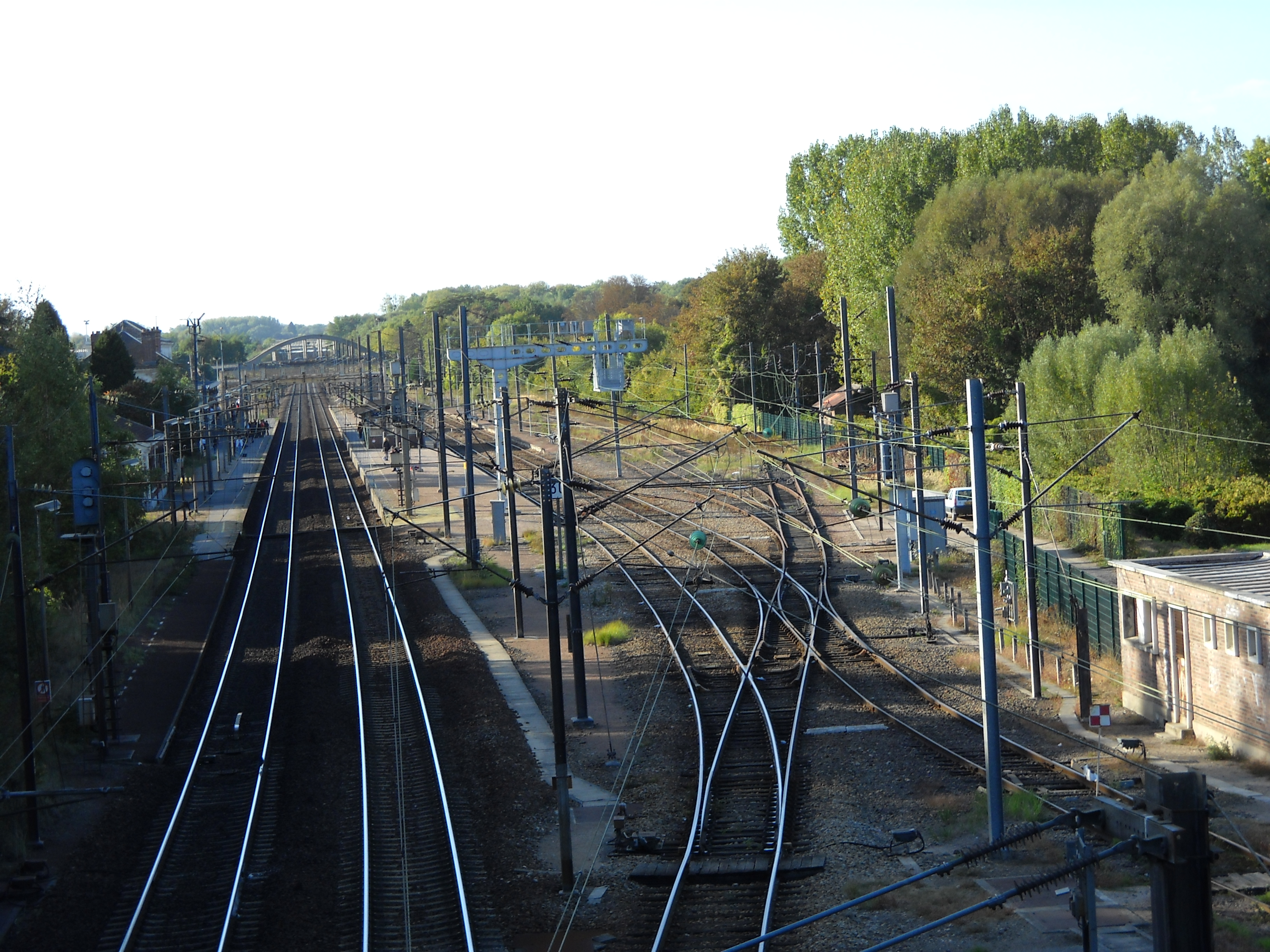
Vue générale de la gare, avec la ligne et les voies de service.

Établie à 55 m d'altitude, la gare de Clermont-de-l'Oise est située au point kilométrique (PK) 65,100 de la ligne de Paris-Nord à Lille, entre les gares de Liancourt - Rantigny et d'Avrechy. C'est un ancien nœud ferroviaire, la gare étant également située au PK 27,711 de la ligne de Rochy-Condé à Soissons (partiellement déclassée).

## Histoire

### Avant la gare
Le 9 mars 1844, les conseillers généraux de l'arrondissement de Clermont se réunissent pour « arrêter » l'emplacement de la station de la ville ainsi que d'autres gares sur la même ligne. Il fut déterminé que la gare serait établie près du hameau de l'Équipée. Le 9 août, le préfet accorde l'adjudication des travaux de construction de la station de Clermont et de celle de Creil.

### Le premier train

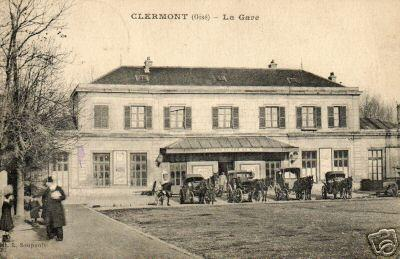
La gare, vers 1900.

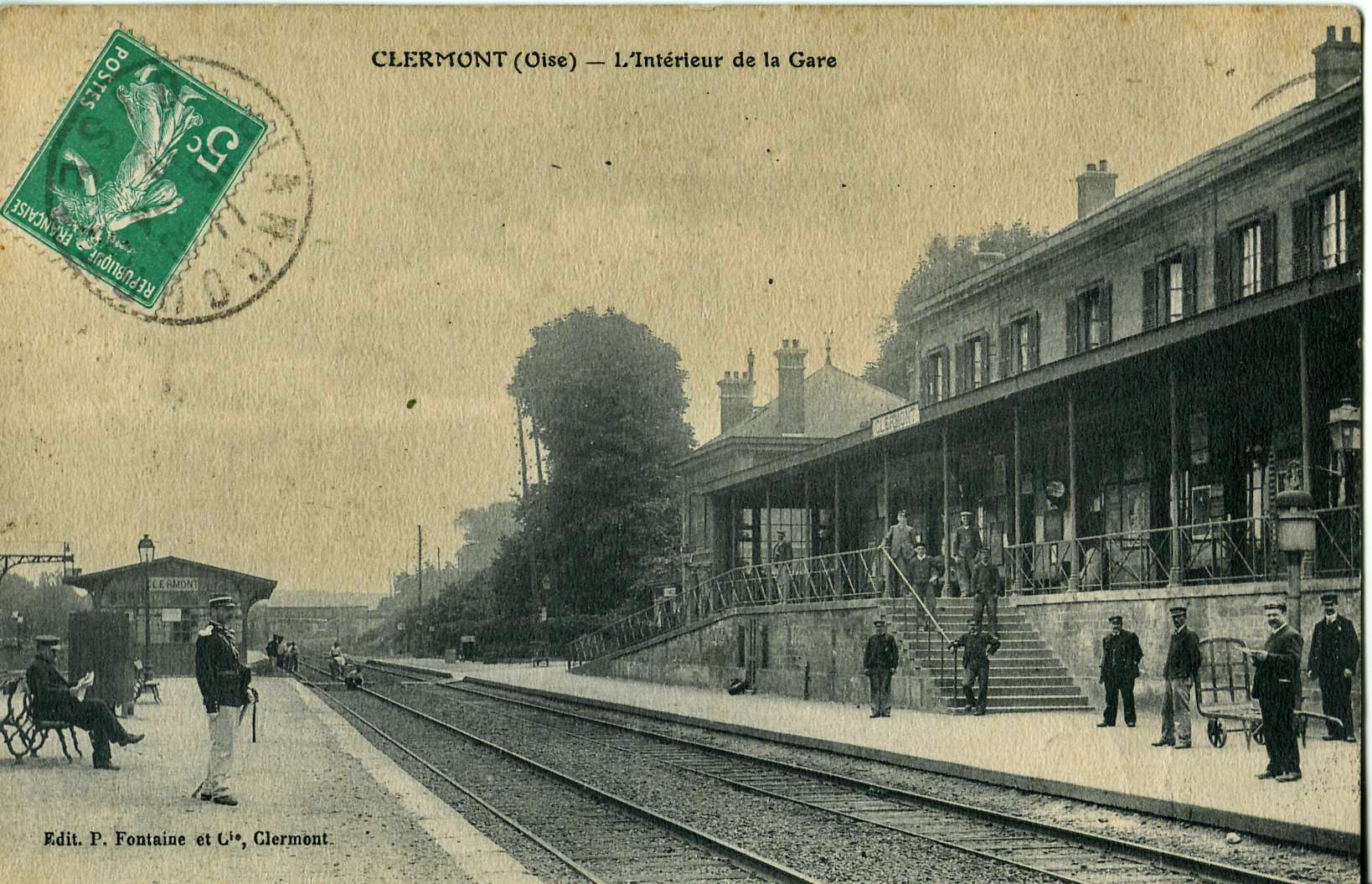
Les quais, vers 1910.

Le 1er janvier 1846, un modeste train, composé d'une voiture 1re classe et de deux voitures de 2e classe, effectue le trajet Paris - Clermont. Dans le convoi avaient pris place le baron de Rothschild, président du conseil d'administration, Delbecque, député de Béthune, vice-président, ainsi que six administrateurs, dont le duc de Mouchy, et quelques ingénieurs. Le trajet s'effectue en trois heures.
Les compagnies de transport traditionnelles, inquiètes pour leur avenir, commencent à sortir de leur routine. Bien que le chemin de fer ne soit pas encore livré à la circulation des trains de voyageurs, la Société de messageries Labrunerie inaugure le service des voyageurs vers Beauvais. Une entreprise de transports, Dardelle et Compagnie, dont le siège est situé à l'hôtel du Croissant, place Saint-André (place Descuignères actuelle), assure l'acheminement des voyageurs, de Clermont à Paris, en doublant son service et à des prix défiant toute concurrence : de 4 à 7 francs, selon la place du voyageur, sur la galerie ou dans le coupé, en passant par la banquette ou la rotonde.

### L'inauguration
Annoncée depuis longtemps et si souvent remise en question, la cérémonie d'inauguration est définitivement fixée le dimanche 14 juin 1846. Le programme des festivités prévoit : une avant-première, le samedi 13, avec un premier convoi, composé de 200 personnes environ, au nombre duquel se trouveront messieurs les ducs de Nemours et de Monpensier. La municipalité, ainsi que la garde nationale, accueilleront les jeunes princes à leur passage à Clermont. Pour la journée du dimanche 14, le départ de Paris est fixé à six heures du matin, l'arrivée à Amiens, à 10 heures et demie, et à Lille à 3 heures et demie de l'après-midi. Ainsi donc, le grand jour arriva : le convoi princier des fils de Louis-Philippe Ier était attendu à Clermont. Les autorités municipales, les membres du tribunal civil et les fonctionnaires des différentes administrations, escortés par la garde, se rendirent à la station du chemin de fer décorée, pour la circonstance, de feuillages, de fleurs et de drapeaux tricolores. Sur le devant de la balustrade, située au-dessus du perron de la station, on avait disposé une large bande de toile blanche, sur laquelle était portée cette inscription « Inauguration du chemin de fer du Nord - Aux princes français. La ville de Clermont-Oise. ».
Aux abords de la station, l'agitation monte, la foule se bouscule, tout le monde veut voir les enfants du roi. Enfin, vers 6 heures et demie du soir, le sifflet de la locomotive retentit et, sorti de son nuage de fumée, le convoi s'immobilise devant les gardes nationaux, alignés en une haie d'honneur impeccable, sur le quai d'embarquement où avaient pris place les autorités locales. Les tambours battent aux champs, étouffés par les cris de la foule qui acclame : « Vive le roi !... Vivent les princes !... ». Le silence revenu, M. Duguey du Faÿ, étant maire de la ville, prononce une allocution de bienvenue, suivie par les discours de M. Moisset, juge d'instruction. Le duc de Nemours remercie gracieusement les autorités de l'accueil qu'elles viennent de leur offrir. La courte cérémonie terminée, au milieu des acclamations, le convoi s'éloigne lentement d'abord et, après un jet de vapeur et le sifflet de la locomotive, les princes continuent leur voyage vers Amiens.

### Les débuts auXIXesiècle
Le service public devait commencer le 20 juin 1846, à raison de quatre convois par jour dans chaque sens. La durée du trajet Clermont - Paris était de 2 heures 42 minutes, et celle du trajet Clermont - Amiens de 1 heure 58 minutes. On pouvait aller à Paris pour la somme de 4 francs en 3e classe, de 5,50 francs en 2e classe et de 8 francs en 1re classe.
La ligne Paris-Nord - Clermont passant par les gares de Saint-Denis, L'Isle-Adam et Creil fut inaugurée le dimanche 14 juin 1846. Le parcours entre Paris et Clermont par cet itinéraire mesurait 82 km de voie au lieu de 65 km actuellement par le tracé direct qui sera réalisé plus tard, en 1859 à cause des difficultés que représentait le relief. En 1870, la ligne de Rochy-Condé à Soissons fut inaugurée en passant Clermont et Compiègne pour rejoindre Soissons. Le service de la Poste aux chevaux, ainsi que les derniers relais et les lignes existant en France, seront supprimés, par une décision du ministre des Finances, le 4 mars 1873.

### LeXXesiècle

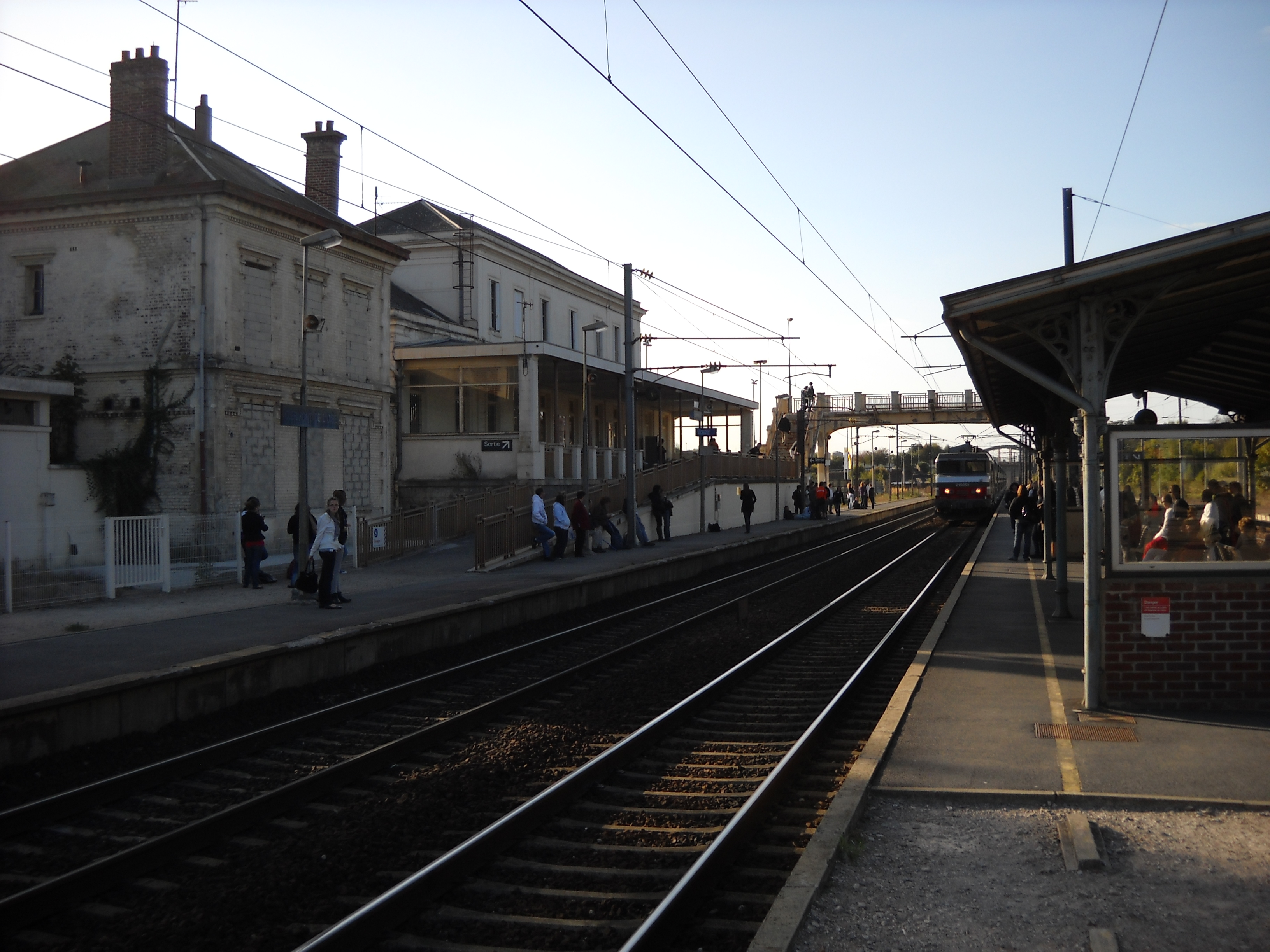
Le quai direction Paris avec les bâtiments et la passerelle.

Le 15 mai 1939 est le jour de la suppression du service voyageurs sur la plupart des lignes SNCF de moindre importance dans le département de l'Oise, mais aussi dans d'autres régions de France, dans le cadre de la politique de coordination. Cette dernière poursuit officiellement l'objectif de mettre fin à la compétition entre les lignes d'autocars privées (créées pour la plupart sans concertation et assurées à titre libre) et le chemin de fer, mais est surtout un prétexte pour libérer la SNCF de son obligation de service public sur de nombreuses relations. Le service voyageurs entre Beauvais, Clermont et Estrées-Saint-Denis, entre La Rue-Saint-Pierre et Saint-Just-en-Chaussée et entre Verberie et Estrées cesse à ce moment.
Le trafic de marchandises est réorganisé avec des dessertes par section au tournant des années 1960, permettant ainsi d'abandonner l'entretien de certaines portions de ligne sans supprimer, dans un premier temps, un nombre significatif de gares. De ce fait, la courte section de l'embranchement de la sucrerie de Froyères à la bifurcation de Moyvillers (près d'Estrées, 4,33 km) est déclassée dès le 13 février 1964, et la liaison entre La Rue-Saint-Pierre et Clermont (8,61 km) suit en deux étapes le 14 janvier 1972 et le 24 juillet 1973. Ultérieurement, le trafic de marchandises cesse également entre Bresles et La Rue-Saint-Pierre (4,793 km), et cette section est déposée[réf. souhaitée], sans pourtant avoir été déclassée. La section de Clermont à Avrigny reste officiellement exploitée pour le seul trafic de marchandises.

### Rénovation
En 2014, 2015 et 2016, la gare est en rénovation afin de la rendre accessible aux personnes à mobilité réduite. Les travaux comprennent le remplacement des deux guichets de vente, la mise en peinture du hall, le changement de la signalétique, la pose de nouveaux mobiliers, la mise en place d'écrans d'information, l'installation d'ascenseurs et la rénovation des quais.

### Fréquentation
De 2015 à 2023, selon les estimations de la SNCF, la fréquentation annuelle de la gare s'élève aux nombres indiqués dans le tableau ci-dessous.
| Année                      | 2015      | 2016      | 2017      | 2018      | 2019      | 2020    | 2021      | 2022      | 2023      |
| -------------------------- | --------- | --------- | --------- | --------- | --------- | ------- | --------- | --------- | --------- |
| Voyageurs                  | 935 465   | 930 076   | 980 153   | 926 973   | 980 971   | 709 439 | 831 582   | 986 046   | 1 062 992 |
| Voyageurs et non voyageurs | 1 154 895 | 1 148 242 | 1 210 066 | 1 144 411 | 1 211 075 | 875 850 | 1 004 422 | 1 217 341 | 1 312 336 |

## Service des voyageurs

### Accueil

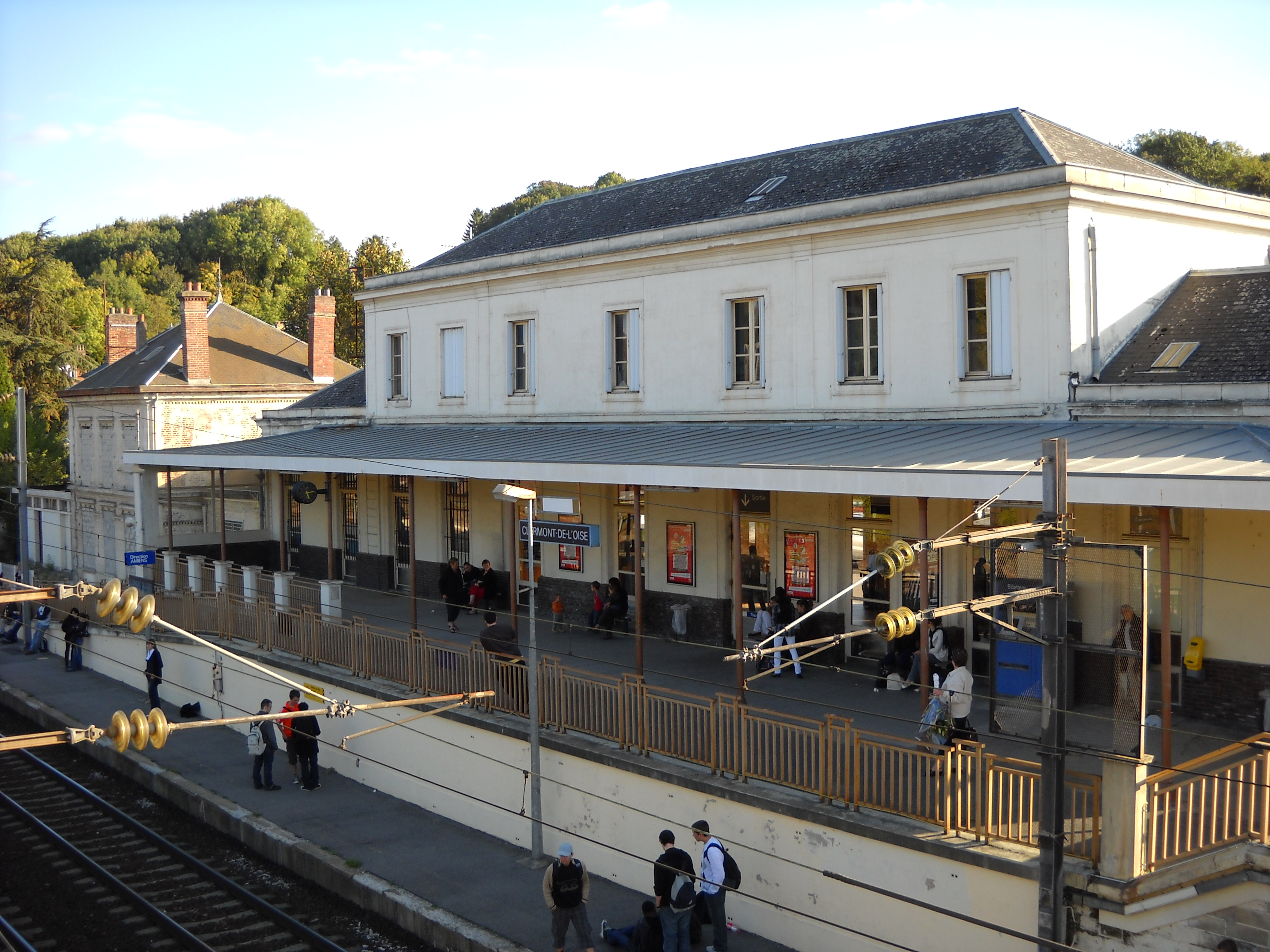
L'intérieur de la gare avec le bâtiment voyageurs et les voies et quais.

Gare SNCF, elle dispose d'un bâtiment voyageurs, avec guichets, ouvert tous les jours. Elle est notamment équipée d'un distributeur automatique de titres de transport TER. Dans le hall on trouve également un distributeur de journaux et de cafés.
Une passerelle permet la traversée des voies et le passage d'un quai à l'autre.
La place de la gare compte plusieurs commerces dont un bar-tabac-restaurant « Hôtel de France » et une boulangerie.

### Desserte
Clermont-de-l'Oise est desservie par des trains TER Hauts-de-France, assurant les lignes : K10 et C10 (Paris-Nord – Amiens) ; C11 (Paris-Nord – Saint-Just-en-Chaussée) ; P10 (Amiens – Creil).

### Intermodalité
À compter du 16 décembre 2014, est mis en service le réseau de transports en commun Lebus, organisé par la ville de Clermont et cinq autres communes, dont les quatre lignes de bus ainsi que le service de transport à la demande sont en correspondance avec les trains.
La gare est desservie par les lignes 602, 606, 623, 642, 660, 682, 6242, 6301, 6348, 6350 et 6356 du réseau interurbain de l'Oise.
Un parc pour les vélos et deux parcs de stationnement gratuits de 120 et 200 places sont aménagés et placés sous vidéosurveillance.